# Mainz-Kastel
Mainz-Kastel is een stadsdeel van Wiesbaden. Het ligt in het zuiden van deze stad aan de Rijn. Met ongeveer 12.000 inwoners is Mainz-Kastel een van de grotere stadsdelen van Wiesbaden. Sinds 1945 behoort Mainz-Kastel tot Wiesbaden.
Kastel is het historische bruggenhoofd van de stad Mainz en ligt pal tegenover het historische centrum van die stad. De Theodor-Heussbrug verbindt Mainz en Kastel. De geschiedenis van de gemeente is nauw verbonden met die van Mainz en op 1 april 1908 werd Kastel officieel een stadsdeel van Mainz. Na de Tweede Wereldoorlog hertekenden de geallieerden de Duitse landkaart en werd de Rijn als natuurlijke grens bepaald tussen de nieuwe deelstaten Hessen en Rijnland-Palts. Dat sommige steden hierdoor in twee gesplitst werden was geen argument voor de bezetters waardoor Kastel en nog vijf andere gemeenten van Mainz gescheiden werden. Kastel, Mainz-Amöneburg en Mainz-Kostheim voelen zich nog verbonden met de stad. De Altstadt van Mainz ligt recht tegenover Kastel, terwijl het stadscentrum van Wiesbaden 10 km verder ligt voor de inwoners. De Kastelaren voelen zich dan wel weer Hessenaren, daar Mainz sinds 1815 tot het groothertogdom Hessen behoorde, en identificeren zich niet met Rijnland-Palts. 

## Geboren in Mainz-Kastel

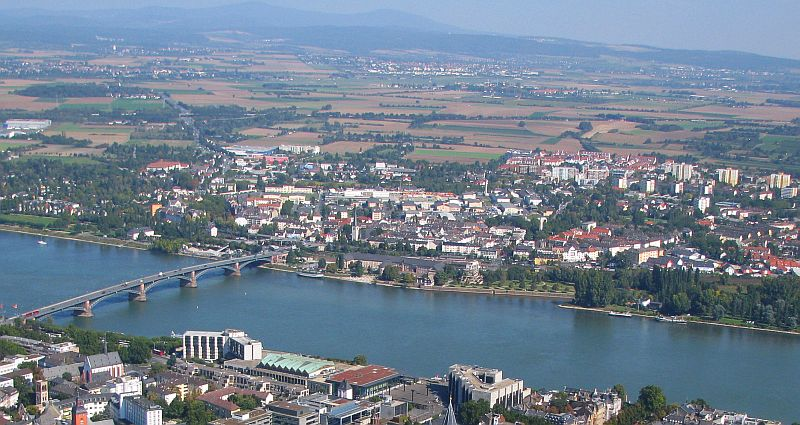
Luchtfoto van Mainz-Kastel

- Horst Janson (1935-2025), acteur